# Citidina

Estructura química de la Citidina.

La citidina es un nucleósido que se forma cuando la citosina se aparea con un anillo de ribosa (también denominado ribofuranosa) a través de un enlace glucosídico β-N1.
Si la citosina se aparea con un anillo de desoxirribosa se la denomina desoxicitidina.
- Datos: Q422538
- Multimedia: Cytidine / Q422538